# Lista de prefeitos de Feira Nova do Maranhão
Esta é a lista de prefeitos do município de Feira Nova do Maranhão, estado brasileiro do Maranhão.
| Nº | Nome                                                       | Imagem                | Partido                                          | Início do mandato      | Fim do mandato                          | Observações                                |
| —  | Jorge Tadeu Mudalen                                        |                       | Partido Progressista Brasileiro PPB              | 10 de novembro de 1994 | 31 de dezembro de 1996                  | Prefeito nomeado pelo Governador do Estado |
| 1  | Anselmo Coelho de Matos, Doro (Riachão, 19.03.1951–)       |                       | Partido Democrático Trabalhista PDT              | 1° de janeiro de 1997  | 31 de dezembro de 2000                  | Prefeito eleito em sufrágio universal      |
| 2  | Bento de Sá Coelho, Moso (Riachão, 22.09.1951– 08.03.2020) |                       | Partido do Movimento Democrático Brasileiro PMDB | 1° de janeiro de 2001  | 31 de dezembro de 2004                  | Prefeito eleito em sufrágio universal      |
| 3  | Hitlher do Brasil Coelho, Ita (Riachão, 10.05.1942–)       |                       | Partido dos Trabalhadores PT                     | 1° de janeiro de 2005  | 31 de dezembro de 2008                  | Prefeito eleito em sufrágio universal      |
| 3  | Hitlher do Brasil Coelho, Ita (Riachão, 10.05.1942–)       | 1° de janeiro de 2009 | Partido dos Trabalhadores PT                     | 31 de dezembro de 2012 | Prefeito reeleito em sufrágio universal |                                            |
| 4  | Paulo Barbosa Coelho, Paulão (Riachão, 02.05.1968–)        |                       | Partido Popular Socialista PPS                   | 1° de janeiro de 2013  | 31 de dezembro de 2016                  | Prefeito eleito em sufrágio universal      |
| 5  | Tiago Ribeiro Dantas (Sambaíba, 25.10.1984–)               |                       | Partido Comunista do Brasil PCdoB                | 1° de janeiro de 2017  | 31 de dezembro de 2020                  | Prefeito eleito em sufrágio universal      |
| 6  | Luiza Coutinho Macedo (Carolina, 11.09.1969–)              |                       | Partido Social Democrático PSD                   | 1° de janeiro de 2021  | 31 de dezembro de 2024                  | Prefeita eleita em sufrágio universal      |
| 6  | Luiza Coutinho Macedo (Carolina, 11.09.1969–)              | União Brasil UNIÃO    | 1° de janeiro de 2025                            | Atualidade             | Prefeita reeleita em sufrágio universal |                                            |